# Giuseppe Beviacqua
Giuseppe Beviacqua (28 de outubro de 1914 — 19 de agosto de 1999) é um ex-fundista italiano.

## Biografia
Giuseppe Beviacqua participou dos Jogos Olímpicos de Verão de 1936, sua única presença olímpica. No Campeonato Europeu de 1938 em Paris, ganhou a medalha de prata nos 10 000 metros com o tempo de 30min53s2, atrás do finlandês Ilmari Salminen.

## Conquistas
| Ano  | Competição         | Sede   | Posição | Prova         | Duração   | Ref   |
| ---- | ------------------ | ------ | ------- | ------------- | --------- | ----- |
| 1936 | Jogos Olímpicos    | Berlim | 11.º    | 10 000 metros | 31min57s7 | [ 1 ] |
| 1936 | Campeonato Europeu | Paris  | 2.º     | 10 000 metros | 30min53s2 | [ 3 ] |

### Campeonato nacional
Giuseppe Beviacqua venceu quinze vezes o campeonato italiano individual [en].
- Seis vitórias nos 5 000 metros (1938, 1939, 1940, 1941, 1942, 1943)
- Sete vitórias nos 10 000 metros (1936, 1937, 1942, 1943, 1946, 1947, 1948)
- Duas vitórias no cross country (1949, 1950)

### Recordes pessoais
- 5 000 metros: 14min50s4 (1942)
- 10 000 metros: 30min27s4 (1940)